# Gunnar Andreasen (ingeniør)
 Der er flere personer med dette navn, se Gunnar Andreasen.
Gunnar Andreasen (22. december 1914 i Hellestrup – 5. januar 1989) var en dansk ingeniør, der især er kendt for at være stifter af og mangeårig direktør for kemivirksomheden Cheminova.

## Baggrund
Gunnar var søn af tømrer A.B. Andreasen, blev student fra Schneekloths Skole 1933 og cand. polyt. 1938.

## Cheminova
Andreasen etablerede Cheminovas første fabriksanlæg i Søborg og begyndte der på fremstillingen af rustbeskyttelsesmidler. Under 2. Verdenskrig måtte produktionen imidlertid lægges om, da man ikke kunne få de fornødne råstoffer til den fortsatte fremstilling. I stedet gik
man i gang med at fremstille erstatningsprodukter for forskellige varer, som på grund af krigen var svære at skaffe i Danmark. Det drejede sig om så forskellige ting som rågummierstatning, sukkererstatning og fortyndere til maling og lak.
Fabrikken blev beskyldt for værnemageri under Besættelsen, og to gange blev den saboteret - af Holger Danske i januar 1945 og af BOPA måneden efter. Andreasen selv nægtede i 1983 i sin erindringsbog Første Halvleg ethvert samarbejde med besættelsesmagten.
Efter krigen påbegyndtes produktion af pesticider på en ny fabrik i Måløv ved København. Den blev hurtigt landets største producent af især giften parathion, men da virksomheden fortsat udledte urenset spildevand og medførte lugtgener, stoppede myndighederne virksomheden i 1953. Herefter flyttede virksomheden til Rønland på Harboøre Tange, hvor der ikke var naboer, og sognerådet så fordele i at tiltrække en stor virksomhed til egnen.
Andreasen overdrog aktierne i Cheminova til Aarhus Universitet i 1944, men fortsatte som direktør til 1961.

## Andre aktiviteter
Andreasen stiftede i 1957 Vestjyllands Erhvervsråd. Fra 1963 var han teknisk og økonomisk rådgiver bl.a. i Indien, Thailand og Israel.

## Forfatterskab
- Første halvleg. (Harboøre 1983).
- Landsudvikling
- Paa Tærskelen
- New Agricultural Policy for India
- Idag